# Astrodaucus orientalis
Astrodaucus orientalis är en växtart i släktet Astrodaucus och familjen flockblommiga växter. Den beskrevs först av Carl von Linné, och fick sitt nu gällande namn av Carl Georg Oscar Drude.
Astrodaucus orientalis är en ett- eller tvåårig ört som förekommer från Ukraina till norra Iran och Syrien.